# Anne Duverneuil
Anne Duverneuil est une actrice française, née le 4 mai 1993.

## Filmographie
La filmographie est établie à partir des bases documentaires disponibles sur le web,.

### Cinéma
- 2009 : Neuilly sa mère ! : Sophie Bourgeois
- 2009 : Plein Sud : Lucie
- 2011 : Une pure affaire : Marion Pelame

### Télévision
- 2009 : À 10 minutes de la plage : Constance Lemoulec
- 2010 : Les Faux monnayeurs : Sarah
- 2011 : La grève des femmes : Delphine
- 2011 : La Nouvelle Blanche-Neige : Véro
- 2012 : La Loi de mon pays de Dominique Ladoge : Marie Gramatico
- 2012 : Le Jour où tout a basculé - Adolescente et bientôt maman ! : Cindy